# Nototriche phyllanthos
Nototriche phyllanthos là một loài thực vật có hoa trong họ Cẩm quỳ. Loài này được (Cav.) A.W. Hill mô tả khoa học đầu tiên năm 1909.